# Rob Grill
Robert Frank Grill (Los Angeles, 30 november 1943 - Mount Dora, 11 juli 2011) was een Amerikaanse zanger, songwriter en basgitarist van de rock-'n-roll-band The Grass Roots.

## Carrière
Grill was inwoner van Hollywood, waar hij de Hollywood High School bezocht. Spoedig na het afstuderen, begon hij te werken bij de American Recording Studios met zijn muzikale vrienden Cory Wells en John Kay, die later Three Dog Night en Steppenwolf oprichtte.
Grill werd gevraagd om The Grass Roots te versterken, dat uitgroeide tot een project, begonnen door Dunhill Records van Lou Adler. De songwriters/producenten P.F. Sloan en Steve Barri (The Mamas and the Papas, Tommy Roe, The Four Tops en Dusty Springfield) werden gevraagd door Dunhill Records om songs te schrijven die zouden inspelen op de groeiende interesse in de folkrock-beweging. Hun song Where Were You When I Needed You, die werd opgenomen als demo met P.F. Sloan als leadzanger, werd uitgebracht onder de naam The Grass Roots en kreeg airplay in de regio van de San Francisco Bay Area. Dunhill keek uit naar een band die op moest treden als The Grass Roots, die uiteindelijk werd samengesteld uit Creed Bratton, Rick Coonce, Warren Entner en Kenny Fukomoto.
Toen Fukomoto werd opgeroepen voor het vervullen van zijn militaire dienstplicht, werd Grill toegevoegd als diens vervanger. Met Grill als leadzanger namen ze een andere versie op van Where Were You When I Needed You en werd hij het langst dienende lid van de band en traden ze meer dan 40 jaar samen op. Grill ging door met het produceren en managen en werd de eigenaar van de naam The Grass Roots.

## Festivals
The Grass Roots speelde op het Fantasy Fair and Magic Mountain Music Festival op 11 juni 1967 in de Summer of Love, toen hun top 10-hit Let's Live For Today de ether inging. Dit muziekfestival was belangrijk omdat het plaatsvond voor het Monterey Pop Festival. In oktober 1968 speelden ze bij het San Francisco Pop Festival en daarna bij het Los Angeles Pop Festival en het Miami Pop Festival in december van dat jaar, toen hun top 10-hit Midnight Confessions de ether inging.
The Grass Roots speelden op 22 juni 1969 bij het Newport Pop Festival in Devonshire Downs, dat toentertijd een racecircuit was en nu een deel van de noordelijke campus van de California State University in Northridge. Ze speelden op de laatste dag van het festival toen hun top 20-hit Wait a Million Years werd gelanceerd. In Canada speelden ze bij het Vancouver Pop Festival in het Paradise Valley Resort in Brits-Columbia in augustus 1969.

## Verdere carrière
Grill begon een solocarrière in 1979. Hij werd op zijn soloalbum bijgestaan door verschillende leden van Fleetwood Mac. In antwoord op de jaren 1960 nostalgie, leidde Grill toen The Grass Roots Starring Rob Grill en toerde hij door de Verenigde Staten tot aan zijn overlijden in 2011.
Rob Grill componeerde zestien songs voor The Grass Roots en zijn soloalbum. De song Come On and Say It verscheen als A-kant van een single. Zijn andere vijftien composities verschenen als B-kanten en op albums. Hij schreef veelvuldig met Warren Entner als songwriter-team. Grill speelde met The Grass Roots op zestien albums, waarvan zeven de hitlijst bereikten. Hij had een aandeel bij 32 uitgebrachte singles van The Grass Roots, waarvan 21 de hitlijst bereikten.

## Overlijden
Rob Grill overleed op 11 juli 2011 op 67-jarige leeftijd in de armen van zijn vrouw Nancy in een ziekenhuis in Orlando na complicaties na een beroerte.

## Discografie

### Singles
Dunhill Records
- 1967: Let's Live for Today / Depressed Feeling
- 1967: Things I Should Have Said / Tip Of My Tongue
- 1967: Wake Up, Wake Up / No Exit
- 1968: Melody For You / Hey Friend
- 1968: Feelings / Here's Where You Belong
- 1968: Midnight Confessions + / Who Will You Be Tomorrow
- 1969: Bella Linda / Hot Bright Lights
- 1969: Melody For You / All Good Things Come To An End
- 1969: Lovin' Things / You And Love Are The Same
- 1969: River Is Wide, The / (You Gotta) Live For Love
- 1969: I'd Wait A Million Years / Fly Me To Havana
- 1969: Heaven Knows / Don't Remind Me
- 1970: Walking Through The Country / Truck Drivin' Man
- 1970: Baby Hold On / Get It Together
- 1970: Come On And Say It / Something's Comin' Over Me
- 1970: Temptation Eyes / Keepin' Me Down
- 1971: Sooner Or Later / I Can Turn Off The Rain
- 1971: Two Divided By Love / Let It Go
- 1972: Glory Bound / Only One
- 1972: Runway, The / Move Along
- 1972: Anyway The Wind Blows / Monday Love
- 1973: Love Is What You Make It / Someone To Love
- 1973: Where There's Smoke There's Fire / Look But Don't Touch
- 1973: We Can't Dance To Your Music / Look But Don't Touch
- 1973: Stealin' Love (In The Night) / We Almost Made It Together

Haven Records
- 1975: Mamacita / Last Time Around, The
- 1975: Naked Man / Nothing Good Comes Easy
- 1976: Out In The Open / Optical Illusion

Mercury Records
- 1979: Rock Sugar / Have Mercy

MCA Records
- 1982: Here Comes That Feeling Again / Temptation Eye
- 1982: She Don't Know Me / Keep On Burning
- 1982: Powers Of The Night / Powers Of The Night

### Albums
- 1967: Let's Live for Today (Dunhill Records)
- 1968: Feelings (Dunhill Records)
- 1968: Golden Grass + (Dunhill Records)
- 1969: Lovin' Things (Dunhill Records)
- 1969: Leaving It All Behind (Dunhill Records)
- 1970: More Golden Grass (Dunhill Records)
- 1971: Their 16 Greatest Hits + (Dunhill Records)
- 1972: Move Along (Dunhill Records)
- 1973: Alotta' Mileage (Dunhill Records)
- 1976: The ABC Collection (ABC Records)
- 1978: 14 Greatest (Gusto Records)
- 1979: Uprooted (soloalbum) (Mercury Records)
- 1982: Powers Of The Night (MCA Records)
- 2000: Live At Last (RFG Records)
- 2001: Symphonic Hits (Cleopatra Records)
- 2008: Live Gold (RFG Records)

- Library of Congress Control Number: no98038604
- MusicBrainz: 69f373a0-1a39-4dfc-be95-c1d7af0b8f28
- Virtual International Authority File: 71005466
- WorldCat: E39PBJtrRcyfBkjj8PWB4kCYT3